# 転写 (言語学)
転写（てんしゃ、英: transcription）とは、言語の音声を一定の規則のもとに文字によって表現することをいう。すなわち、「音声→文字」の過程を指す。ほかに「音訳」「音声表記」「音声転写」の用語が用いられることもある。
「転写」は、「文字→文字」の過程を意味する「翻字」（英: transliteration）と対をなす概念である。ただし、日本語の「転写」は「翻字」を含んだ意味でも使われることがある。

## 音声転写と音韻転写
転写には、音声的な転写と音韻的な転写の2種類がある。例えば、朝鮮語の「바보」（馬鹿）における最初の「ㅂ」は [p] と発音され、2つ目の「ㅂ」は [b] と発音されるが、音韻論的には両者は単一の音素 /p/ の異音である。よって、音声に基づいた転写では [pabo] となり、音韻に基づいた転写では /papo/ となる（言語学では、音声転写は [ ] で、音韻転写は / / でそれぞれ括る）。
音韻的な転写は一つの音素に一つの文字を対応させるため精密とならざるをえないが、音声的な転写は国際音声記号（IPA）のような音声記号による精密なものから、片仮名などによる非精密なものまで存在する。例えば、英語の「right」と「light」を片仮名で転写する場合、どちらも「ライト」となるが、これは、「r」と「l」の違いを示すことのできない非精密な音声転写である。